# 固始戰鬥
固始戰鬥發生於1931年4月3日－5月14日，地點則是在中國河南固始。是國共內戰前期主要戰鬥之一，是國民革命軍对中國工農紅軍的第二次围剿时期的战斗。該戰鬥交戰一方為中華民國國民革命軍，另一方則為中國共產黨所領導之中國工農紅軍。